# 奇米什利亞區
奇米什利亞區（羅馬尼亞語：Raionul Cimişlia）是摩爾多瓦南部的一個區，東南鄰烏克蘭。面積803平方公里。2004年人口60,925人，首府奇米什利亞。